# 箕面市の地名
本項箕面市の地名（みのおしのちめい）では、大阪府箕面市における町名や大字名を中心に、本市ならびに前身の箕面村・箕面町成立以来の地名の変遷について記述する。

## 現行行政町名
まず市内の現行の町字名を五十音順に列挙する。

### あ行
- 粟生外院
- 粟生外院1 - 6丁目
- 粟生新家1 - 5丁目
- 粟生間谷
- 粟生間谷西1 - 7丁目
- 粟生間谷東1 - 3・5 - 8丁目
- 石丸
- 石丸1 - 3丁目
- 稲1 - 6丁目
- 今宮1 - 4丁目
- 小野原西1 - 6丁目
- 小野原東1 - 6丁目
- 温泉町

### か行
- 上止々呂美
- 萱野1 - 5丁目
- 外院
- 外院1 - 3丁目

### さ行
- 彩都粟生北1 - 7丁目
- 彩都粟生南1 - 7丁目
- 桜1 - 6丁目
- 桜井1 - 3丁目
- 桜ケ丘1 - 5丁目
- 下止々呂美
- 森町北1 - 2丁目
- 森町中1 - 3丁目
- 森町西1 - 5丁目
- 森町南1 - 3丁目
- 瀬川1 - 5丁目
- 船場西1 - 3丁目
- 船場東1 - 3丁目

### な行
- 新稲
- 新稲1 - 7丁目
- 西宿1 - 3丁目
- 西小路1 - 5丁目
- 如意谷
- 如意谷1 - 5丁目

### は行
- 白島
- 白島1 - 3丁目
- 半町1 - 4丁目
- 百楽荘1 - 4丁目
- 坊島1 - 5丁目

### ま行
- 牧落1 - 5丁目
- 箕面
- 箕面1 - 8丁目
- 箕面公園

## 町字名の変遷
箕面村は1889年（明治22年）、豊島郡西小路村・牧落村・半町村・瀬川村・新稲村・平尾村・桜村が合併することにより成立。旧村名を継承した7大字を編成。1896年（明治29年）、豊能郡の所属となる。

### 成立当初の町字名
- 桜（1974年廃止）
- 瀬川（1971年廃止）
- 新稲
- 西小路（1973年廃止）
- 半町（1971年廃止）
- 平尾（1951年廃止）
- 牧落（1973年廃止）

### 町字の設置
1948年（昭和23年）1月1日、町制を施行して箕面町となり、同年8月1日、萱野村・止々呂美村と合併して、改めて箕面町が発足。
旧萱野村
- 外院
- 石丸
- 稲（1985年廃止）
- 今宮（1980年代頃廃止）
- 芝（1980年代頃廃止）
- 西宿（1986年廃止）
- 西坊島（1980年代頃廃止）
- 如意谷
- 白島
- 東坊島（1980年代頃廃止）

旧止々呂美村
- 上止々呂美
- 下止々呂美

1952年（昭和27年）
- 百楽荘1 - 4丁目（牧落の一部より）
- 箕面（平尾より改称）

1953年（昭和28年）
- 桜井（牧落・半町の各一部より、1966年廃止）
- 桜ケ丘（半町・桜の各一部より、1967年廃止）

1956年（昭和31年）
三島郡豊川村を編入のうえ、市制を施行して箕面市となる。
旧豊川村
- 粟生岩阪（粟生の一部より、同年茨木市に編入）
- 粟生外院（粟生の一部より）
- 粟生新家（粟生の一部より、1988年廃止）
- 粟生間谷（粟生の一部より、同年一部を茨木市に編入）
- 小野原（同年一部を茨木市に編入、1988年廃止）
- 道祖本（同年茨木市に編入）
- 清水（同年茨木市に編入）
- 宿久庄（同年茨木市に編入）

1966年（昭和41年）
- 桜井1 - 3丁目（桜井より）

1967年（昭和42年）
- 桜ケ丘1 - 5丁目（桜ケ丘より）

1968年（昭和43年）
- 箕面1 - 8丁目（箕面・西小路・新稲の各一部より）

1972年（昭和47年）
- 瀬川1 - 5丁目（瀬川・半町の各一部より）
- 船場西1 - 3丁目（芝・稲・東坊島・西坊島の各一部より）
- 船場東1 - 3丁目（東坊島・芝・西宿・西坊島の各一部より）
- 半町1 - 4丁目（半町・瀬川の各一部より）

1973年（昭和48年）
- 西小路1 - 5丁目（西小路より）
- 牧落1 - 5丁目（牧落より）

1974年（昭和49年）
- 桜1 - 6丁目（桜と新稲の一部より）
- 新稲1 - 7丁目（新稲の一部より）

1983年（昭和58年）
- 温泉町（箕面の一部より）
- 如意谷1 - 4丁目（2005年から1 - 5丁目、如意谷・東坊島・西坊島の各一部より）
- 坊島1 - 5丁目（如意谷・東坊島・西坊島・稲・芝・白鳥の各一部より）
- 箕面公園（箕面の一部より）

1984年（昭和59年）
- 石丸1 - 3丁目（石丸・白鳥・外院・今宮の各一部より）
- 外院1 - 2丁目（外院・西宿・石丸の各一部より）
- 白島1 - 3丁目（白鳥・石丸・外院・今宮の各一部より）

1985年（昭和60年）
- 稲1 - 6丁目
- 萱野1 - 5丁目

1986年（昭和61年）
- 今宮1 - 4丁目
- 西宿1 - 3丁目

1987年（昭和62年）
- 粟生間谷西1 - 7丁目
- 粟生間谷東1 - 8丁目（のち、1 - 3・5 - 8丁目）

1988年（昭和63年）
- 粟生外院1 - 6丁目
- 粟生新家1 - 5丁目
- 小野原西1 - 6丁目
- 小野原東1 - 6丁目

2004年（平成16年）
- 彩都粟生南1 - 2丁目（2010年から1 - 7丁目、粟生間谷東3 - 4丁目・岩坂・宿久庄の各一部より）

2007年（平成19年）
- 森町北1 - 2丁目
- 森町中1 - 3丁目

2010年（平成22年）
- 彩都粟生北1 - 7丁目

2012年（平成24年）
- 森町南1 - 3丁目

2014年（平成26年）
- 森町西1丁目（2018年から1 - 3丁目、2019年から1 - 5丁目、上止々呂美・下止々呂美の各一部より）

## 参考資料
- 角川日本地名大辞典 27 大阪府（1983年、角川書店）